# Tegestria
Genre
Tegestria est un genre d'opilions laniatores de la famille des Epedanidae.

## Distribution
Les espèces de ce genre se rencontrent en Asie du Sud-Est.

## Liste des espèces
Selon World Catalogue of Opiliones (01/07/2021) :
- Tegestria borneensis Roewer, 1938
- Tegestria coniata Roewer, 1938
- Tegestria johorea Roewer, 1936
- Tegestria montana Roewer, 1938
- Tegestria parva Suzuki, 1969
- Tegestria pinangensis (Thorell, 1890)
- Tegestria seriata Roewer, 1938
- Tegestria sumatrana Roewer, 1938

## Publication originale
- Roewer, 1936 : « Opiliones aus Malaya. » Bulletin of the Raffles Museum, vol. 12, p. 72–76 (texte intégral).